# Stenen Pijp
Stenen Pijp (Zwols: Stenen Piepe) is de naam van een brug in de Overijsselse stad Zwolle die de oude binnenstad verbindt met de Diezerpoort. De brug overspant de stadsgracht.
In 1966 werd de huidige brug gebouwd op de plaats waar daarvoor een oudere brug was gelegen. De vorige brug uit 1863 was te smal en gaf problemen met de doorstroming in de achtergracht. Hierdoor ging het water stinken. Dit werd verergerd doordat er ook ongezuiverd rioolwater in de gracht werd geloosd. De oude brug had zijn naam te danken aan de vorm, een gemetselde duiker van baksteen met een wijdte van ongeveer 7 meter.